# Onorato Caetani (1742-1797)

Stemma Caetani

Onorato Caetani (Roma, 17 dicembre 1742 – Roma, 26 giugno 1797), è stato principe dell'Accademia degli Incolti nella prima metà del 1762.

## Biografia
Figlio cadetto di Carlotta Ondedei Zonga e di Michelangelo Caetani, duca di Sermoneta e membro della nobile famiglia dei Caetani, Onorato Caetani cresce a villa Caetani, sull'Esquilino, in un ambiente colto e stimolante. Il fratello primogenito è Francesco Caetani, con cui avrà vari contrasti nell'età adulta.
Nel 1751, alla morte della madre, Onorato frequenta il collegio Nazareno dove studia lettere classiche, senza trascurare matematica, fisica e le lingue straniere. Studia in particolare teologia e filosofia con Martino Natali e Urbano Tosetti. Nel 1759 muore anche il padre, mentre il fratello Francesco eredita il titolo di duca.
Si laurea nel dicembre 1764 all'università della Sapienza e proseguirà gli studi classici con Benedetto Stay e Raimondo Cunich.
Già dal 1762 Onorato ha scelto la carriera ecclesiastica, ma non porterà mai a termine il sacerdozio. Non per questo ha meno a cuore gli studi religiosi: tra il 1760 e il 1770, frequenta il "circolo dell'Archetto" di Palazzo Corsini alla Lungara, in cui si confronta con il riformismo religioso romano portato avanti da Giovanni Gaetano Bottari e Niccolò Maria Foggini.
Scrive poesie in latino di modesto valore, mentre con la traduzione dei salmi della Vulgata riceve gli elogi di Metastasio, nel 1779.
Mentre inizia a collaborare con la Curia romana continua a coltivare la sua erudizione frequentando biblioteche e intellettuali dell'Urbe.
Nel 1764 è abate mitrato dell'abbazia dei Santissimi Pietro e Stefano a Valvisciolo. Tra il 1765 e il 1772 è reggente della cancelleria.
Nel 1772 papa Clemente XIV lo nomina protonotario apostolico non partecipante.
Due anni dopo, Onorato Caetani parte per il Grand Tour nella penisola italica, dalla Calabria alla Sicilia, che descriverà in un libro reportage, fino a Milano, dove incontra Gian Battista Beccaria e Volta, e conosce Pietro Verri e Carlo de Firmian.
Ritornato a Roma, tra il 1775 e il 1785 si occupa di creare una grandiosa biblioteca nella casa di famiglia mentre la carriera ecclesiastica gli si preclude. 
Frequenta circoli culturali ed è socio di varie società accademiche. Su sua commissione, la pittrice svizzera Angelika Kauffmann dipinse due tele, con soggetto ispirato ad episodi del romanzo  Le avventure di Telemaco di Fénelon: La tristezza di Telemaco e Telemaco e le Ninfe di Calipso.
Nel 1781 il suo Orazione in morte dell'Imperatrice regina Maria Teresa Walburga d'Austria ottiene il favore del Bandini e dal Metastasio, nonostante conservi un certo accademismo nella scrittura che fanno del Caetani un minore, interessante soprattutto per le sue epistole con i grandi uomini dell'epoca e le sue ricerche intellettuali che lo fanno ricordare come "uomo enciclopedico", secondo il Renazzi.
Muore il 26 giugno 1797 a Roma, lasciando un importante fondo archivistico, il "Fondo Caetani".
La figura del Caetani come intellettuale è stata rivalutata nella seconda metà del Novecento.

## Opere
- Osservazioni sulla Sicilia, Roma, 1774
- Lettera al sig. avv. Giuseppe Galanti, supplemento alla Raccolta degli scrittori napoletani, tomo IV, Roma, s.d.
- Lettera al sig. abate Francesco Cancellieri, Roma, 1781
- Orazione in morte dell'Imperatrice regina Maria Teresa Walburga d'Austria, Napoli, 1781
- Elogio storico di Carlo III re delle Spagne, Napoli, 1789